# Рыжкин, Александр Васильевич
Александр Васильевич Рыжкин (20 сентября 1919, Московская губерния — 7 октября 1995, Московская область) — управляющий отделением совхоза им. Дмитрова Коломенского района Московской области, Герой Социалистического труда.

## Биография
Родился 20 сентября 1919 года в селе в селе Мячкове Коломенского уезда Московской губернии (ныне – Коломенского района Московской области) в крестьянской семье. Окончил начальную школу в родном селе и в 1934 году школу-семилетку в соседнем селе Черкизово. Окончил курсы трактористов и пять лет работал трактористом в Коломенской МТС. Механизаторы обслуживали колхозы своей зоны Коломенского района.
В 1939 году был призван на службу в Красную Армию. Участник Великой Отечественной войны с первых дней. Защищал Ленинград, освобождал Белоруссию, Польшу, штурмовал Кёнигсберг. Член ВКП(б) с 1944 года. В конце 1946 года в звании старшины был демобилизовали.
Вернулся домой. Вновь стал работать в Коломенской МТС трактористом, механизатором. На тракторе пахал землю, в уборочную страду пересаживался на комбайн, работал и шофёром, и механиком. Был и звеньевым, и бригадиром в колхозе имени Димитрова в своем села Мячково, а после создания на базе нескольких колхозов совхоза имени Димитрова — в этом крупном хозяйстве управляющим Мячковским отделением. Не раз коллектив отделения под руководством А. В. Рыжкина добивался лучших в совхозе показателей и в растениеводстве, и в животноводстве. С полей и ферм отделения в хозяйство ежегодно поступало до 45 процентов всей реализуемой совхозом продукции.
Указом Президиума Верховного Совета СССР от 23 июня 1966 года за успехи, достигнутые в увеличении производства и заготовок пшеницы, ржи, гречихи, риса и других зерновых и кормовых культур и высокопроизводительном использовании техники Рыжкину Александру Васильевичу присвоено звание Героя Социалистического Труда с вручением ордена Ленина и золотой медали «Серп и Молот».
По его инициативе родился в совхозе поточный метод подготовки семян. В 1969 году он первым в Коломенском районе заложил на хранение 550 тонн сенажа — нового, очень ценного вида корма для коров. Уже в следующем году его почин был поддержан в других хозяйствах. А. В. Рыжкин первым в совхозе посеял в своём отделении горох нового сорта — высокоурожайный, раннеспелый, с особой стойкостью.
Вёл большую общественную работу как депутат Никульского сельского Совета, считал своим долгом как ветеран войны и труда заниматься военно-патриотическим воспитанием молодёжи, с особым удовольствием встречался с учащимися Черкизовской школы, ездил с рабочими совхоза по местам боевой славы.
Жил в селе Мячково. Скончался 7 октября 1995 года. Похоронен на кладбище в родном селе.
Награждён орденами Ленина, Славы 3-й степени, медалями, в том числе двумя боевыми — «За отвагу».